# Powstanie w Kronsztadzie
Powstanie w Kronsztadzie – jedno z największych powstań antybolszewickich podczas rosyjskiej wojny domowej. Przez samych marynarzy z Kronsztadu powstanie było określane jako „trzecia rewolucja”, zaś przez bolszewików jako kontrrewolucja.
W 1921 roku Kronsztad zajmował 1/3 powierzchni Wyspy Kotlin. Ludność składała się z załogi Floty Bałtyckiej, żołnierzy garnizonowych, kilku tysięcy robotników stoczni, oficerów, urzędników, rzemieślników i ich bliskich, w sumie ok. 50 tysięcy mieszkańców.

## Tło historyczne wydarzeń
We flocie rosyjskiej już znacznie wcześniej występowały nastroje radykalne. Znaczna część marynarzy pochodziła z południowoeuropejskich rejonów cesarstwa. W czasie pierwszej rewolucji w 1905 Kronsztad wystąpił przeciwko caratowi. Po pozornej pacyfikacji marynarze ponownie zbuntowali się w lipcu 1906.
W czasie I wojny światowej marynarze byli niechętni wobec cara i wojny, o czym może świadczyć fragment raportu Ochrany: Duża część Floty Bałtyckiej, ludzie, którzy z powodów politycznych znajdują się pod nadzorem policyjnym, zostali wysłani na front na lądzie, aby zagwarantować wewnętrzny spokój na statkach. Po rewolucji lutowej marynarze wybrali własnych przełożonych, a część carskich oficerów rozstrzelano (dwóch carskich admirałów i czterdziestu oficerów). Zniesiono stopnie wojskowe, a wszystkie polityczne decyzje miały być podejmowane kolektywnie, za pośrednictwem Kronsztadzkiej Rady Delegatów Robotniczych i Żołnierskich.

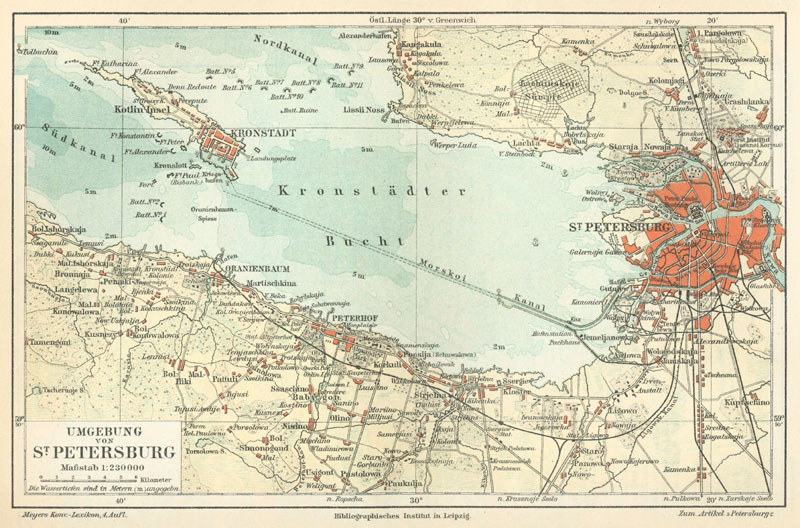
Mapa ukazująca położenie Kronsztadu z 1888

13 maja 1917 nastąpił tzw. incydent kronsztadzki. Był to spór dotyczący obsadzenia stanowisk administracyjnych w mieście między komisarzem Rządu Tymczasowego a Komitetem Wykonawczym Rady Kronsztadzkiej. Komitet Wykonawczy podjął wówczas uchwałę, w której za jedyną władzę w Piotrogrodzie uznał Radę, wymawiając posłuszeństwo Rządowi Tymczasowemu. Ostatecznie 24 maja Kronsztad podporządkował się jednak Rządowi Tymczasowemu z zastrzeżeniem możliwości krytykowania rządu i agitacji na rzecz przejęcia władzy przez Radę.
W czasie wydarzeń lipcowych dwanaście tysięcy uzbrojonych marynarzy i robotników poparło demonstrację w Piotrogrodzie przeciwko rządowi księcia Lwowa i dalszemu prowadzeniu wojny przez rząd. Demonstrowano pod hasłami: Wojna wojnie!, Fabryki dla robotników, chłopom ziemi!, Precz z władzą polityczną i kapitałem!, Niech żyje rewolucja! Po siłowym rozpędzeniu manifestacji, rząd zażądał rozwiązania Rad, co nie zostało jednak zrealizowane. Rząd Tymczasowy nie miał w owym czasie faktycznej władzy, aby urzeczywistnić swoje groźby.
W sierpniu 1917 generał Korniłow, przy wsparciu prawicowych partii, dokonał puczu skierowanego przeciwko rządowi Aleksandra Kiereńskiego i wyruszył ze swoimi oddziałami na Piotrogród. Na pomoc stolicy przybyli marynarze z Kronsztadu aby uratować rewolucję przed prawicowym puczem. Po nieudanym zamachu Korniłowa marynarze odmówili powrotu do swoich oddziałów, żądając uwolnienia wszystkich więźniów politycznych i grożąc wyzwoleniem ich przemocą. Pod wpływem Rady Kronsztadzkiej powrócili jednak do bazy na wyspie.
W okresie rewolucji październikowej kronsztadzcy marynarze stanęli po stronie bolszewików. Bez ich wsparcia Rewolucja Październikowa być może nigdy by nie zwyciężyła. Marynarze pomogli bolszewikom w czasie tzw. buntu Kiereńskiego i Krasnowa oraz w październiku 1918 r., w czasie ofensywy generała Nikołaja Judenicza i na innych frontach wojny domowej.
Lew Trocki napisał w Historii Rosyjskiej Rewolucji: ...marynarze z Kronsztadu są dumą i chwałą rosyjskiej rewolucji.
Zgodnie z postulatami rewolucji lutowej powołano Zgromadzenie Ustawodawcze, którego obrady w Piotrogrodzie były ochraniane przez marynarzy kronsztadzkich z anarchistą Anatolijem Żelezniakowem na czele. 18 stycznia (5 stycznia według kalendarza juliańskiego) 1918 w Pałacu Taurydzkim w Petersburgu odbyło się pierwsze posiedzenie Zgromadzenia Ustawodawczego Rosji (Всероссийское учредительное собрание), podczas którego przedstawiono opracowaną wcześniej przez Lenina Deklarację Praw Ludu Pracującego i Wyzyskiwanego (Декларация прав трудящегося и эксплуатируемого народа), która stanowiła konstytucję Republiki Radzieckiej. Deklaracja była kluczowym dokumentem z punktu widzenia budowania (w oparciu o dyktaturę proletariatu) socjalistycznego państwa. Większość deputowanych (prawe skrzydło eserowców oraz mienszewicy) odmówiła rozpatrzenia dokumentu, wobec czego bolszewicy i lewe skrzydło eserowców opuścili salę obrad. Następnego dnia Ogólnorosyjski Centralny Komitet Wykonawczy Rad na polecenie Lenina przyjął dekret o rozwiązaniu Zgromadzenia, określając je jako kontrrewolucyjne.
Lenin był przeciwny Zgromadzeniu, które nie chciało bez zastrzeżeń uznać „władzy radzieckiej”, tj. dyktatury bolszewików. W związku z tym, po jednodniowych obradach, zostało ono w nocy rozwiązane. Bolszewicy wykorzystali w tym celu wartę złożoną z kronsztadzkich marynarzy, na czele której stał anarchista Żelezniakow. Miał on wówczas powiedzieć: Warta się zmęczyła. Proszę niezwłocznie opuścić salę.

## Uzbrojenie Kronsztadu
W 1921 r. do podstawowych fortów należały umieszczone na wyspie baterie np. Piotr I, czy Rif, uzbrojone w 10-calowe działa oraz baterie umiejscowione na północnym brzegu zatoki, np.: Siestrorieck, czy Lisij Nos oraz na południowym lądzie fort Krasnaja Gorka; miały one 12- i 12,5-calowe działa. Wszystkie miały działa umocowane na stałe i mogły prowadzić ostrzał tylko w kierunku zachodnim. Aby wzmocnić ewentualną obronę z innej strony posiadały ruchome baterie polowe. Tylko fort Krasnaja Gorka miał działa ruchome. Garnizon twierdzy liczył ok. 13-16 tysięcy ludzi, a ponadto na wyspie przebywali jeszcze robotnicy portowi, rzemieślnicy i urzędnicy, czyli grupy cywilów niezbędnych do sprawnego funkcjonowania bazy. Dodatkowym wzmocnieniem bazy były okręty i ich załogi.
W marcu 1921 r. w porcie przebywały pancerniki typu Gangut: „Pietropawłowsk”, „Siewastopol”, a także stary pancernik „Andriej I”, stawiacze min: „Łowat” i „Narowa” oraz dwa trałowce i kilka mniejszych jednostek. Pozostałe pancerniki „Gangut” i „Połtawa” stały na Newie w Piotrogrodzie.

## Załoga
Większość marynarzy miała wieloletni staż. Na pancernikach „Pietropawłowsk” i „Sewastopol” służyło 2028 marynarzy (nie licząc oficerów), których 20,2% wstąpiło do marynarki jeszcze przed 1913 r., 59% w latach 1914-1916, a do końca 1917 wstąpiło kolejne 14%, w latach 1918-1921 już tylko 6,8%, a w 1921 r. tylko dwóch. Dane te wskazują, że byli to ludzie doskonale pamiętający rok 1917, jego nadzieje oraz obietnice bolszewików.
W okresie wydarzeń kronsztadzkich przewodniczącym tamtejszej rady był P. D. Wasiljew, komendantem Floty Bałtyckiej – Fiodor Raskolnikow, a komisarzem tejże N. N. Kuźmin. Bolszewicy posiadali stosunkowo silną organizację partyjną, prawie co siódmy marynarz (nie wyłączając oficerów) był na „Pietropawłowsku” członkiem RKP (b)

## Sytuacja na przełomie lat 1920/1921
Sytuacja Rosji Radzieckiej przełomu 1920 i 1921 r. była bardzo ciężka. Biali zostali zwyciężeni na terenie europejskiej części Rosji, lecz wielkie rejony państwa pozostały zrujnowane w czasie kilkuletnich walk, na znacznych obszarach funkcjonowała chłopska partyzantka. Kraj był na skraju paraliżu komunikacyjnego. Poczucie krzywdy pchało chłopów do powstań, które wybuchały na terenie całej Republiki. Sytuacja mieszkańców miast również nie była lekka. Upaństwowiony handel nie spełniał swojego zadania, przez co tworzył się czarny rynek. Przydzielane kartki żywnościowe wystarczały na parę dni normalnego odżywiania.
Problemy zaopatrzeniowe Piotrogrodu zaostrzyły się na początku 1921 r. Pociągi z żywnością przychodziły bardzo nieregularnie. 3 stycznia 1921 normy żywnościowe zostały zaniżone, 20 stycznia obniżono je znowu na dziesięć dni, po upływie których nie zostały przywrócone. Kolejna obniżka, dla części mieszkańców, nastąpiła 17 lutego. Pomimo tych przedsięwzięć 3 marca bolszewicy obliczali, że zapasy chleba wystarczą na jeden dzień. 4 marca, po obniżeniu racji, chleba starczyło na cztery dni. Do braków żywnościowych doszły przerwy w dostawie energii elektrycznej i surowców niezbędnych do prawidłowego funkcjonowania fabryk, zaczęto je zamykać.

### Strajki w Piotrogrodzie
1 lutego, decyzją Rady Piotrogrodzkiej, zamknięto dziewięć przedsiębiorstw, zatrudniających 2 tys. ludzi. Dziesięć dni później Rada wydała rozporządzenie o likwidacji kolejnych 93 zakładów.
Niepokój o zaspokojenie podstawowych potrzeb ludności oraz chęć przeciwstawienia się coraz wyraźniejszej dyktaturze wywołały masowe strajki robotnicze. 22 lutego strajk rozpoczęli robotnicy fabryki Trubietska. Żądania strajkujących były skromne. Domagano się zwiększenia racji żywnościowych i rozdania butów. Jednak Rada piotrogrodzka odrzuciła możliwość negocjacji ze strajkującymi dopóki nie powrócą oni do swojej pracy. Rząd zamiast rozmawiać ze strajkującymi, wysłał kompanię uzbrojonych kadetów akademii wojskowej, by rozproszyć robotników demonstrujących przed bramami fabryk. Pomimo strzałów oddanych w powietrze, strajkujący nie dali się sprowokować. Oburzenie postępowaniem bolszewików wobec strajkujących wywołało manifestację robotniczą, została ona rozbita przez oddziały konne. Od 23 lutego nie pracowały największe fabryki Piotrogrodu – Trubacznyj, Bałtijsk, Patronnyj, Laferm i Zakłady Putiłowskie. 24 lutego wprowadzono stan wojenny oraz powołano komitet obrony z Grigorijem Zinowjewem na czele, a dzień później Czeka przeprowadziła masowe aresztowania w Piotrogrodzie. Robotnicy prowokowani coraz ostrzejszym tonem władz bolszewickich, zaczęli stawiać żądania polityczne: Jest nieodzownym, aby rząd zmienił swoje środki i metody. To czego robotnicy i chłopi potrzebują to wolność. Oni nie chcą być rządzeni przez bolszewików. Chcą sami kierować swym losem. Żądamy uwolnienia wszystkich uwięzionych socjalistycznych i bezpartyjnych robotników, zniesienia stanu wyjątkowego, wolności słowa, prasy, spotkań dla wszystkich. Żądamy wybranych przez nas rad robotniczych związków zawodowych i wolne Rady. Wydarzenia w Piotrogrodzie wywołały wzburzenie w Kronsztadzie, z którego 26 lutego przybyła delegacja marynarzy, która po dwóch dniach powróciła na wyspę.
Protesty trwały do 2 marca. Zostały one krwawo stłumione przez rządzących, do rozproszenia demonstrantów użyto czerwonych kursantów, ponieważ bolszewicy nie mogli liczyć na żołnierzy.

## Wydarzenia marcowe

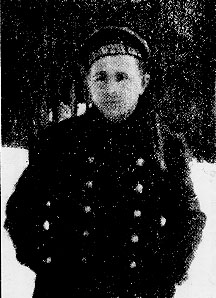
Stepan Pietriczenko, przywódca buntu w Kronsztadzie

1 marca na Placu Kotwicznym w Kronsztadzie odbył się tradycyjny mityng związany z upamiętnieniem rewolucji lutowej. Przybyło na niego 16 tysięcy marynarzy, czerwonoarmistów i cywilów. Z kierownictwa bolszewickiego oprócz Wasiljewa i Kuźmina, udział wziął również przewodniczący Wszechrosyjskiego Centralnego Komitetu Wykonawczego Rad – Michaił Kalinin. Leninowcy liczyli, że uda się wpłynąć na nastroje mas i uspokoić je, co nie powiodło się.
Wzburzony tłum przyjął jednomyślnie rezolucję załóg pancerników, którzy wysuwali żądania polityczne związane z ostatnimi wydarzeniami w Piotrogrodzie, przy dwóch głosach wstrzymujących się, Kalinina i Kuźmina. Rezolucja z 1 marca domagała się m.in. przeprowadzenia nowych tajnych wyborów rad robotniczo-chłopskich ze swobodą agitacji przedwyborczej, zapewnienia wolności słowa i druku dla "robotników, chłopów, anarchistów i lewych partii socjalistycznych", wolności zebrań, związków zawodowych i organizacji chłopów, uwolnienia więźniów politycznych, zniesienia przywilejów parti komunistycznej w propagandzie przez likwidację oddziałów politycznych, dania pełnego prawa chłopom do dysponowania ziemią i posiadania zwierząt gospodarskich, dopuszczenia produkcji rzemieślniczej. Następnego dnia trzystu delegatów marynarskich wybrało Tymczasowy Komitet Rewolucyjny (Wriemiennyj Riewolucyjonnyj Komitiet). Na jego czele stanął starszy mat z Pietropawłowska - Stepan Pietriczenko, wraz z nim wybrano telefonistę Jakowienkę i elektromechanika Tukina. 3 marca ukazał się pierwszy numer Wiadomości TKR (Известий Временного Революционного Комитета). Aby zabezpieczyć wyspę, TKR aresztował część bolszewików, z Kuźminem i Wasiljewem na czele. W tym samym czasie oddział Czeki, członkowie Trybunału Rewolucyjnego oraz grupa leninowców i czerwonych kursantów bez przeszkód, z bronią w ręku z 2 na 3 marca opuścili Kotlin i udali się do Oranienbaumu.
Bolszewicy już 3 marca wydali rozkaz, aby wszyscy komisarze Floty Bałtyckiej pozostali na swoich stanowiskach, zabroniono wieców i agitacji antybolszewickiej, a wszystkich, którzy sprzeciwiali się, kazano aresztować. Dwa dni później wyszły rozkazy o środkach operacyjnych w celu likwidacji powstania. Postanowiono reaktywować do służby 7 armię, a dowództwo powierzyć Michałowi Tuchaczewskiemu. Na 8 marca wyznaczono termin szturmu i zdobycia twierdzy, co zbiegło się z datą otwarcia X Zjazdu RKP (b). Tymczasem TKR 4 marca rozszerzył swój skład do 15 osób i zaczął wydawać proklamacje, wzywające ludność Rosji do przyłączenia się do trzeciej rewolucji i obalenia bolszewików. Nie przedsięwziął jednak żadnych konkretnych działań zbrojnych, wierząc, że żołnierze Armii Czerwonej nie zaatakują Kronsztadu.
Jeszcze 1 marca wysłano 30-osobową delegację do Piotrogrodu, która miała żądania marynarzy przedstawić Radzie Piotrogrodzkiej oraz spowodować przyjazd bezpartyjnej delegacji tego miasta. Delegacja kronsztadzka wyjechała, ale nie powróciła już nigdy. Pomimo znacznego utrudnienia kontaktów Piotrogrodu z Kronsztadem, mimo że w całym okręgu północnym obowiązywał stan wojenny, robotnicy Piotrogrodu poparli marynarzy, w fabryce Arsenał przegłosowali rezolucję o przyłączeniu się do rodzącej się rewolucji. Wybrano trzyosobową delegację, w skład której wchodzili anarchista, eserowiec i mienszewik, delegacja miała nawiązać łączność z Kronsztadem. By złamać robotników, Czeka rozpoczęła pacyfikację miasta. W ciągu 48 godzin aresztowano ponad 2 tysiące robotników, działaczy i sympatyków, anarchistycznych i socjalistycznych.
Oddziały Armii Czerwonej, biorące udział w walkach z marynarzami, wyraziły dla nich poparcie, nie tylko w słowach. W czasie pierwszego ataku bolszewików na Kronsztad – 8 marca, 561. pułk 187. brygady najpierw odmówił ataku, a gdy został zmuszony, znaczna część żołnierzy oddała się do niewoli. 13 marca wzburzenie objęło 236. pułk. Dowództwo bolszewickie podjęło bezwzględne środki, by przeciwstawić się możliwości przeniesienia buntu poza wyspę. Do 12 marca przeniesiono marynarzy z Piotrogrodu do innych baz, przy zachowaniu najwyższych środków ostrożności. Przeprowadzano masowe rozstrzeliwania żołnierzy, którzy odmawiali wykonywania rozkazów, lub „niepewnych” marynarzy, na podstawie wyroków doraźnych trybunałów. Rosyjski historyk N. Pawłowicz napisał: Czerwonoarmiści, przeprowadzający egzekucje, zapisywali w aktach potwierdzanie rozstrzelania, jakby tym samym jednocząc się z wydającymi wyroki i brudząc ręce tą samą co oni krwią. Ci niepiśmienni przy swoim nazwisku stawiali krzyżyki. Bunty następowały dalej, wrzało w 235, 236. i 237. pułku 78. brygady. Znowu dochodziło do masowych rozstrzeliwań. Sytuację wyraźniej zmieniło dopiero przybycie wojsk złożonych z Kirgizów, Baszkirów i mieszkańców Syberii, a więc ludzi, dla których mit Kronsztadu nie znaczył wiele.
Tuchaczewski podzielił swe wojska na dwie grupy – północną, pod dowództwem J. S. Kazańskiego i południową, dowodzoną przez Aleksandra Siediakina.
Liczba atakujących żołnierzy jest nieznana, można przyjąć jednak z całą pewnością, że grupa atakujących była silniejsza od załogi Kronsztadu. Jednak i tu dochodzi do pewnych niejasności. Garnizon twierdzy liczył ok. 13 – 16 tysięcy ludzi, gdyby wziąć pod uwagę marynarzy, to liczba obrońców wyniesie 26 tysięcy. Do twierdzy kronsztadzkiej w marcu 1921 r. można było dostać się po lodzie. Działa fortów były skierowane na zachód, baza od wschodu mogła się bronić za pomocą armat polowych i luf pancerników. Ufając w solidarność ludów Rosji marynarze nie zgodzili się z propozycją oficerów by zaatakować Oranienbaum i Siestrorieck i w ten sposób rozszerzyć powstanie.
Przeprowadzali ataki wszelkimi dostępnymi środkami. Ostrzał Kronsztadu trwał prawie przez wszystkie dni oblężenia, tj. od 7 do 18 marca. Ataki prowadzono o każdej porze dnia i nocy. Oprócz walki militarnej trwała także walka ideologiczna i propagandowa. Tutaj również bolszewicy mieli przewagę. Oskarżali oni marynarzy o świadomą bądź nieświadomą agenturalność oraz polityczną krótkowzroczność. 10 marca, X zjazd partii wydelegował na apel Lenina 300 uczestników, którzy ruszyli na front w celu agitowania oddziałów; wśród nich był m.in. Kliment Woroszyłow. Powstańcy kronsztadzcy nie otrzymali pomocy w takim zakresie, w jakim by sobie tego życzyli. Ich ograniczone możliwości wyczerpywały się. Wreszcie w nocy z 17 na 18 marca, po ostrzale artyleryjskim zaczął się nowy, jak się okazało ostatni, szturm.
TKR, widząc niemożność dalszego stawiania oporu, poprosił rząd Finlandii o pozwolenie na przekroczenie, przez uciekających powstańców, granicy, na co Helsinki wyraziły zgodę. Bolszewicy nie chcieli pozwolić, aby ktokolwiek uciekł z twierdzy i, żeby odciąć odwrót, użyli kawaleryjskiej 27. dywizji, co nie powiodło się. Dzięki obronie baterii Rif i najbliższego jej prawego fortu, powstańcy mogli w miarę bezpiecznie wycofać się na fiński brzeg.  Około 8000 ludzi zdołało uzyskać schronienie w Finlandii. Większość członków TKR z Pietriczenką oraz gen. Kozłowskim (oskarżanym przez leninowców o dowodzenie powstaniem) na czele zdołała uciec. Już 18 marca Lenin mianował nowego komendanta Kronsztadu, został nim dawny marynarz Pawieł Dybienko. 20 marca Radio Moskwa podało, że ostatecznie zdobyto wyspę Kotlin.

## Następstwa
Między kwietniem a czerwcem 1921 roku na śmierć skazano 2103 uczestników powstania, na inne kary skazano 6459. W 1922 r. Specjalna Komisja Ewakuacyjna zesłała na Syberię 2514 cywilów z Kronsztadu za pobyt w twierdzy w czasie powstania. Nie lepszy był los tych, którzy uwierzyli w bolszewicką amnestię i wrócili z emigracji. 13-18 tysięcy ludzi zostało zesłanych do łagrów na Wyspy Sołowieckie i do Chołmogorów w pobliżu Archangielska, przy tym część rozstrzelano jeszcze podczas transportu. Wiosną 1922 r. na 5 tysięcy zesłanych w 1921 r., przeżyć zdołało 1,5 tysiąca. Różne formy represji przeciw uczestnikom zajść zdarzały się jeszcze do lat 50. Bolszewicy zwyciężyli. Aleksander Berkman pisał: Ostatnia iskra nadziei wygasła. Terror i despotyzm zdusiły wszystko, co zrodziło się w październiku. Hasła rewolucji zostały zdradzone, a jej ideały utopione we krwi. Wczorajsze ożywienie oznacza dziś śmierć dla milionów. Dyktatura zabiła rewolucję, jej duch płacze... Zdecydowałem się opuścić Rosję.
Przez dziesięciolecia w propagandzie radzieckiej powstanie w Kronsztadzie było przedstawiane jako kontrrewolucyjne antyradzieckie wystąpienie przygotowane przez eserów, mienszewików, anarchistów i białogwardzistów, wspieranych przez imperialistów zagranicznych. Znacznie pomniejszano też skalę represji, kierowanych jakoby tylko wobec najbardziej aktywnych uczestników. Po tym jak Michaił Tuchaczewski i Pawieł Dybienko sami zostali poddani represjom stalinowskim pod koniec lat 30., ich rola w piśmiennictwie dotyczącym tłumienia „kontrrewolucji” została pominięta, a centralną rolę przyznano Woroszyłowowi i Kalininowi. Tuchaczewskiego i zwolenników Trockiego wręcz obwiniano o celowe nieudolne działania podczas pierwszego szturmu.
Dopiero rozporządzeniem z 10 stycznia 1994 prezydent Rosji Borys Jelcyn rehabilitował ofiary powstania w Kronsztadzie i potępił stosowane wobec nich represje jako bezprawne i sprzeczne z prawami człowieka.